# ای عاشقان (آلبوم علیرضا عصار)
 ای عاشقان نام یک آلبوم موسیقی اثر علیرضا عصار، هنرمند ایرانی است که در سبک پاپ تهیه شده و دارای ۹ آهنگ است.

## فهرست آهنگ‌ها
| ردیف | آهنگ       |
| ۱    | یکی از ما  |
| ۲    | من بی دل   |
| ۳    | ای عاشقان  |
| ۴    | اشتباه بود |
| ۵    | چنگ و عود  |
| ۶    | دام اجل    |
| ۷    | شکار       |
| ۸    | آبی نگاه   |
| ۹    | وطن        |